# Alysson Paradis
Alysson Paradis (29 de maio de 1984) é uma atriz francesa. Ela é irmã da cantora Vanessa Paradis e sobrinha do ator e produtor Didier Pain.

## Biografia

### Infância
Alysson Paradis passou sua infância em Seine-et-Marne com seus pais André e Corinne Paradis. Quando sua irmã Vanessa Paradis se tornou conhecida com a canção "Joe le taxi", Alysson tinha apenas 3 anos. Na escola, sofreu bullying por conta da imagem controversa de Vanessa.
Alysson fez aulas de karatê, de dança e de olaria. Na adolescência, ela pintou os cabelos de vermelho, fez dreadlocks, piercings e começou a tocar guitarra, formando um grupo de rock com suas amigas.
Aos 17 anos, ela decide se tornar atriz e se muda para o antigo apartamento de Vanessa em Paris.

### O começo
Alysson se inscreveu em cursos de teatro e para pagá-los, trabalhou em um restaurante. A agente de cinema de sua irmã Vanessa, Marceline Lenoir, se tornou a sua.
Alysson Paradis se tornou conhecida em 2003 ao participar do programa Jour après jour.

## Filmografia

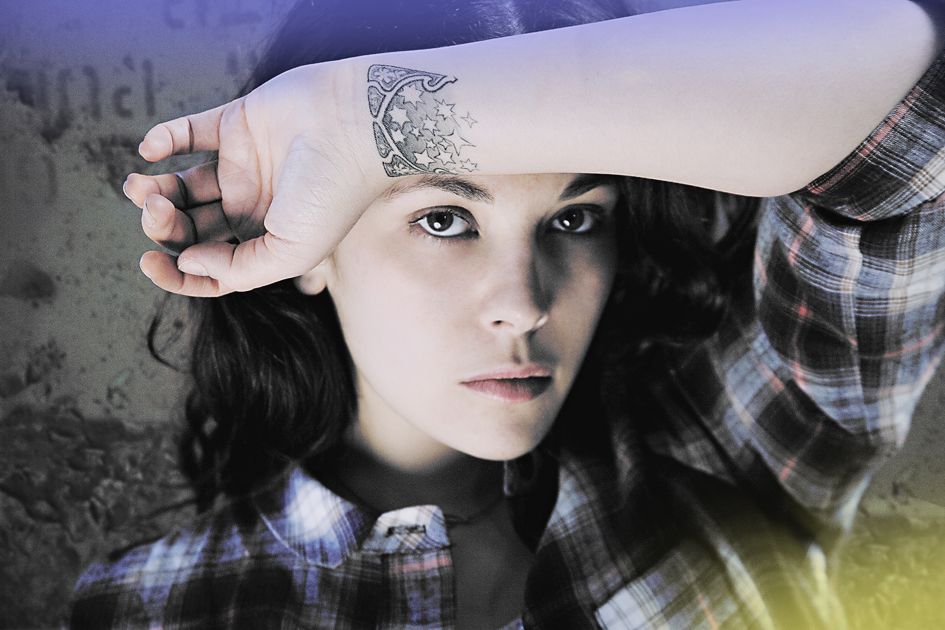
Alysson em 2008.

### Cinema
- 2004: Le dernier jour.
- 2005: Quand les anges s'en mêlent
- 2007: Fracassés
- 2007: À l'intérieur
- 2008: La Fille qui traverse la ville
- 2010: Thelma, Louise et Chantal
- 2010: Camping 2
- 2011: L'Enfance d'Icare
- 2011: Les mouvements du bassin
- 2011: Riot on Redchurch Street

### Televisão
- 2000: Le Grand Patron (série)
- 2005: Le Cocon (filme para a televisão)
- 2012: QI (série)